# Martin Aselmann
Martin Aselmann (* 1986 in Ostercappeln) ist ein deutscher Schauspieler.

## Leben
Martin Aselmann wuchs in Kassel auf. Seine ersten schauspielerischen Versuche machte er beim Schultheater, als er am Premierentag kurzfristig als Goliath für einen erkrankten Mitschüler einsprang. In der 8. Klasse stand er als Sancho Panza auf der Bühne. Von 2007 bis 2011 absolvierte er sein Schauspielstudium an der Hochschule für Schauspielkunst „Ernst Busch“ (HfS „Ernst Busch“) in Berlin. Während seines Studiums hatte er bereits Auftritte in verschiedenen Produktionen am bat-Studiotheater Berlin.
Von 2011 bis 2015 gehörte er zum Schauspielensemble am Nationaltheater Mannheim. Seine erste Produktion am Nationaltheater Mannheim war die Titelrolle in Georg Schmiedleitners Don Karlos-Inszenierung für die Schillertage 2011. Er arbeitete dort u. a. mit den Regisseuren Cilli Drexel, Lisa Nielebock, Nora Schlocker, Calixto Bieito und Sebastian Schug zusammen. Weitere Hauptrollen hatte er als Orest in Iphigenie auf Tauris (Premiere: Spielzeit 2011/12, Regie: Lisa Nielebock), als Prinz Sigismund in Das Leben ein Traum (Premiere: Spielzeit 2012/13, Regie: Calixto Bieto), als Gerichtsrat Walter in Der zerbrochne Krug (Premiere: Spielzeit 2012/13, Regie: Nora Schlocker), als Robespierre in Dantons Tod (Premiere: Spielzeit 2012/13, Regie: Robert Teufel), als Jim O’Connor in Die Glasmenagerie (Premiere: Spielzeit 2013/14, Regie: Sebastian Schug) und als Benedikt in Viel Lärm um nichts (Premiere: Spielzeit 2014/15, Regie: Sebastian Schug).
Seit Herbst 2015 arbeitet Aselmann als freiberuflicher Schauspieler. In der Spielzeit 2015/16 gastierte er in der Titelrolle der Orestes-Tragödie von Euripides am Theater Osnabrück.
In der Spielzeit 2017/18 war er für mehrere Produktionen am Staatstheater Nürnberg engagiert. Er spielte den Zuschneider Schürzinger in Kasimir und Karoline (Regie: Georg Schmiedleitner) und war in dem Lustspiel Pension Schöller zu sehen; außerdem war er der Fürst Dimitri Nechljudow in der Tolstoi-Adaption Auferstehung.
Aselmann stand auch für einige Kino- und TV-Produktionen vor der Kamera. Seit 2016 arbeitet er verstärkt für das Fernsehen. In Sönke Wortmanns Filmkomödie Das Hochzeitsvideo, die im Mai 2012 in die deutschen Kinos kam, spielte er eine der Hauptrollen als Freund des Bräutigams.
In dem TV-Film Liebling, lass die Hühner frei (2017) war er, an der Seite von Katja Flint und Axel Milberg als Eltern, der Sohn Kai, der sein Studium aufgegeben hat und sich als „brotloser“ Regisseur und Filmproduzent in Paris durchschlägt. Als unzuverlässiger Zeuge und als Kriminaltechniker, der heimlich die Kommissarin unterstützt, absolvierte er zwei Gastauftritte in der ZDF-Krimireihe Marie Brand.
Außerdem hatte er Episodenrollen in den TV-Serien Club der roten Bänder (2017, als Notarzt), Notruf Hafenkante (2018, als psychiatrischer Gutachter), Rentnercops (2018, als tatverdächtiger Biotechniker) und Der Staatsanwalt (2019, als alleinerziehender Familienvater). In der Auftaktfolge der 22. Staffel der Fernsehserie In aller Freundschaft (2019) hatte er eine Episodenhauptrolle als arbeitsloser junger Mann und Sohn einer Patientin, der nach einem Burnout in eine tiefe Depression gerutscht ist. In der 9. Staffel der ZDF-Serie Bettys Diagnose (2022) übernahm er eine Episodenhauptrolle als extrem eifersüchtiger Patient mit Herzinfarkt.
Martin Aselmann lebt in Köln.

## Filmografie (Auswahl)
- 2012: Das Hochzeitsvideo (Kinofilm)
- 2013: Echolot (Kinofilm)
- 2017: Marie Brand und das ewige Wettrennen (Fernsehreihe)
- 2017: Liebling, lass die Hühner frei (Fernsehfilm)
- 2017: Club der roten Bänder: Befreiung (Fernsehserie, eine Folge)
- 2018: Marie Brand und der schwarze Tag (Fernsehreihe)
- 2018: Notruf Hafenkante: Letzter Schritt (Fernsehserie, eine Folge)
- 2018: Rentnercops: Willkommen im Chaos (Fernsehserie, eine Folge)
- 2019: Der Staatsanwalt: Tödlich Wohnen (Fernsehserie, eine Folge)
- 2019: In aller Freundschaft: Große Kinder, große Sorgen (Fernsehserie, eine Folge)
- 2019: Einstein: Siedepunkt (Fernsehserie, eine Folge)
- 2020, 2025: SOKO Köln: Schwarzes Schaf, Dartking (Fernsehserie, zwei Folgen)
- 2020: Marie Brand und die falschen Freunde (Fernsehreihe)
- 2022: Bettys Diagnose: Dilemma (Fernsehserie, eine Folge)